# Monaco aux Jeux olympiques d'hiver de 1984
Cet article contient des informations sur la participation et les résultats de Monaco aux Jeux olympiques d'hiver de 1984, qui ont eu lieu à Sarajevo en Yougoslavie. Il s'agit de la première participation de ce pays aux Jeux olympiques d'hiver.

## Résultats

### Ski alpin
Homme
| Athlète      | Épreuve  | Course 1 | Course 1 | Course 2 | Course 2 | Total           | Total |
| Athlète      | Épreuve  | Temps    | Rang     | Temps    | Rang     | Temps           | Rang  |
| ------------ | -------- | -------- | -------- | -------- | -------- | --------------- | ----- |
| David Lajoux | Descente |          |          |          |          | 1 min 56 s 95   | 47    |
| David Lajoux | Slalom   |          |          |          |          | N'a pas terminé | –     |

## Référence
- (en) Cet article est partiellement ou en totalité issu de l’article de Wikipédia en anglais intitulé « Monaco at the 1984 Winter Olympics » (voir la liste des auteurs).